# Salvatore Tavano
Salvatore Tavano est un pilote automobile italien né le 13 mars 1980 à Syracuse, en Sicile.

## Palmarès
- 1990 : champion sicilien de karting
- 1991 : champion sicilien de karting
- 1997 : Une victoire en Formule Campus italienne
- 1998 et 1999 : 7 victoires en  Formule 3 Italienne
- 2003 : Champion d'Italie de Superproduction
- 2006 : Une victoire en WTCC